# 南鯤鯓代天府
23°17′10″N 120°08′35″E / 23.2861318859851°N 120.143085840677°E
南鯤鯓代天府是一座位於臺灣臺南市北門區之王爺廟，因分靈眾多又被稱為臺灣王爺總廟，主祀「代天巡狩」李、池、吳、朱、范、府千歲五府千歲（民間亦稱為鯤鯓王）。廟址在臺南市之西北方，位居槺榔山虎峰，俗稱南鯤鯓王爺廟（簡稱南鯤鯓廟、南廟）、南鯤鯓五王宮，並與歸仁保西代天府、佳里金唐殿一同被稱為「南瀛古三大代天府」。不僅是全台灣面積最大、廟史最悠久的王爺廟之一，也是臺南市最大的廟宇。其建築規模宏大，因其精湛的石雕、彩繪和剪黏藝術而聞名。 
南鯤鯓代天府今為中華民國文化部指定之國定古蹟及國定民俗。亦是臺南縣政府選定的「八景八勝三園」之一、台61線、台84線、臺17線臺南段的重要旅遊景點。

## 沿革

### 創立
相傳於明朝末年，有王船漂流至臺南北門南鯤鯓沙汕附近，其中船內奉有傳說為跟隨唐高祖李淵討隋建唐的開國功臣（相傳其名諱為李大亮、池夢彪、吳孝寬、朱叔裕、范承業，其中已知僅有李王於新唐書、舊唐書之中有其列傳與史料記載）等五王神像及中軍府神像，被漁民迎接後而建草寮供奉。由於神蹟頻傳，信仰逐漸擴展，地方信眾遂倡議建廟，並於明明朝永曆十六年（1662年）創建落成，稱為「南鯤鯓廟」，又稱「開基廟」，風水上被譽為「浮水金獅活穴」。後因南鯤鯓沙洲遭海水侵蝕而逐漸淹沒、崩毀，信眾決議遷廟，改選北門地區的槺榔山為新址。該地在風水學上被視為「虎穴」。
1662年，南鯤鯓代天府於南鯤鯓嶼正式創建。隨著原址沙洲遭受海水侵蝕，信眾遂於1817年（清嘉慶二十二年）遷建於北門地區的槺榔山虎峰地帶，1817年二月，王姓與洪姓族人率先倡議遷建代天府，並發起集資興工。然而工程規模浩大，資金與建材短缺，董事們一度陷入困境。適逢此時，麻豆一名婦人郭鳳官據傳夜夢五府千歲現身，託夢請求捐資助建。郭氏遂乘烏轎遠赴南鯤鯓，捐贈白銀一千兩。此舉使建廟進度得以順利推展，並於1822年（道光二年）六月六日竣工，廟名定為「代天府」。
道光年間，南鯤鯓由海中沙洲逐漸轉變為與陸地相連的沙埔，交通日益便利，促使信仰圈擴展，廟宇規模亦隨之擴張。1864年（同治三年），廟宇部分建物毀損，蚵寮庄信眾吳港等人發起重修。1872年（同治十一年），增建後殿「青山寺」，主祀觀音佛祖。

### 日治時期
臺灣日治時期，廟後方的急水溪經常氾濫成災，威脅廟地安全。其中附祀神祇「囝仔公」更曾被洪水沖毀，後暫時遷至廟東北側奉祀。隔年，廟方依五府千歲指示，號召善信逾兩萬人合力築堤護廟，歷時數月即告完成，該堤因而被命名為「五王堤」。1920年，在由北門庄人士王謀等人發起擴建計畫，歷經三年募資共籌得三十萬元，於1923年2月1日動工，1928年4月26日舉行入廟大典。整體工程至1937年2月完工，除正殿重修外，亦增建中軍府、城隍衙、青山寺、天公壇、娘媽殿等建築。
此次擴建由泉州名匠王益順、王火艾、王輅生等人擔任負責。由於廟宇鄰近海邊，終年受潮濕海風吹拂，原有木構建築易遭腐蝕，因此在此次修建工程中大幅增加石材使用比例，以提升建築耐久性。其中以「鳳羽藻井」為代表作。殿脊裝飾採雙龍護塔形式，正殿從中墩、區脊至垂脊、懸魚的剪黏作品，則出自剪黏藝師葉鬃之手。

### 近代
戰後時期，廟頂出現漏水情形，屋瓦與剪黏亦逐漸毀損，經重修後於兩年內完工。1968年，代天府啟建「戊申科南鯤鯓代天府建廟三百年大醮，後續陸續擴建廟前頭門拜亭、萬善走廊、香客大樓與園林造景等設施，其中以1983年（民國七十二年）落成的牌樓山門最為宏偉，該牌樓由王錦木設計。
1993年，凌霄寶殿動工興建。1994年，臺南縣政府委託李政隆建築師事務所執行修復研究與規劃工程，針對屋面、牆面、木雕與彩繪等部位進行整修。2005年再進行整修工程。
2010年高雄地震發生後，代天府古蹟本體受損。。廟方遂展開修復工程，並於2012年完成修復，於同年11月15日舉行入廟安座大典。2013年10月4日，文化部公告指定「南鯤鯓代天府五府千歲進香期」為國家重要民俗。同年10月28日，南鯤鯓代天府獲頒「十大殊榮」，包括：臺灣王爺總廟、國定古蹟、國定民俗、米其林三星旅遊景點、十大廟宇建築、十大廟會、新十二大景點、十大陸客宗教聖地、分靈廟宇數超過21,000間，以及年香客人次達700萬。2014年11月27日（農曆十月初六），代天府啟建「甲午科護國慶成祈安羅天大醮」。翌年，即2015年11月19日（農曆十月初八日），接續舉辦「乙未科羅天大醮週歲謝恩祈安福醮」，延續大型祈安法會傳統。
2025年7月6日，檜木牌樓因丹娜絲颱風倒塌。

## 祀神
正殿
- 李府千歲[17]
- 池府千歲
- 吳府千歲
- 朱府千歲
- 范府千歲
- 五王夫人
- 印劍將軍
- 謝范將軍
- 山虎將軍

右殿
- 中軍府

左殿
- 城隍爺
- 福德爺

後殿青山寺
- 觀音佛祖
- 文殊菩薩
- 普賢菩薩
- 釋迦佛祖
- 彌勒菩薩
- 韋馱尊者
- 伽藍尊者
- 十八羅漢
- 四大金剛

右廂地藏殿
- 地藏王菩薩
- 八路財神

左廂娘媽殿
- 註生娘娘
- 月老神君

凌霄寶殿
- 玉皇上帝
- 三官大帝
- 南斗星君
- 北斗星君
- 木火土金水之神
- 二十八宿之神
- 北斗七星之神
- 周天星辰之神
- 大明之神
- 雨師之神
- 雲師之神
- 風伯之神
- 夜明之神
- 雷伯之神

太歲殿
- 斗姥元君
- 太歲星君

文昌殿
- 文昌帝君
- 朱熹夫子
- 魁星夫子

萬善堂
- 萬善爺（囝仔公）

## 圖集

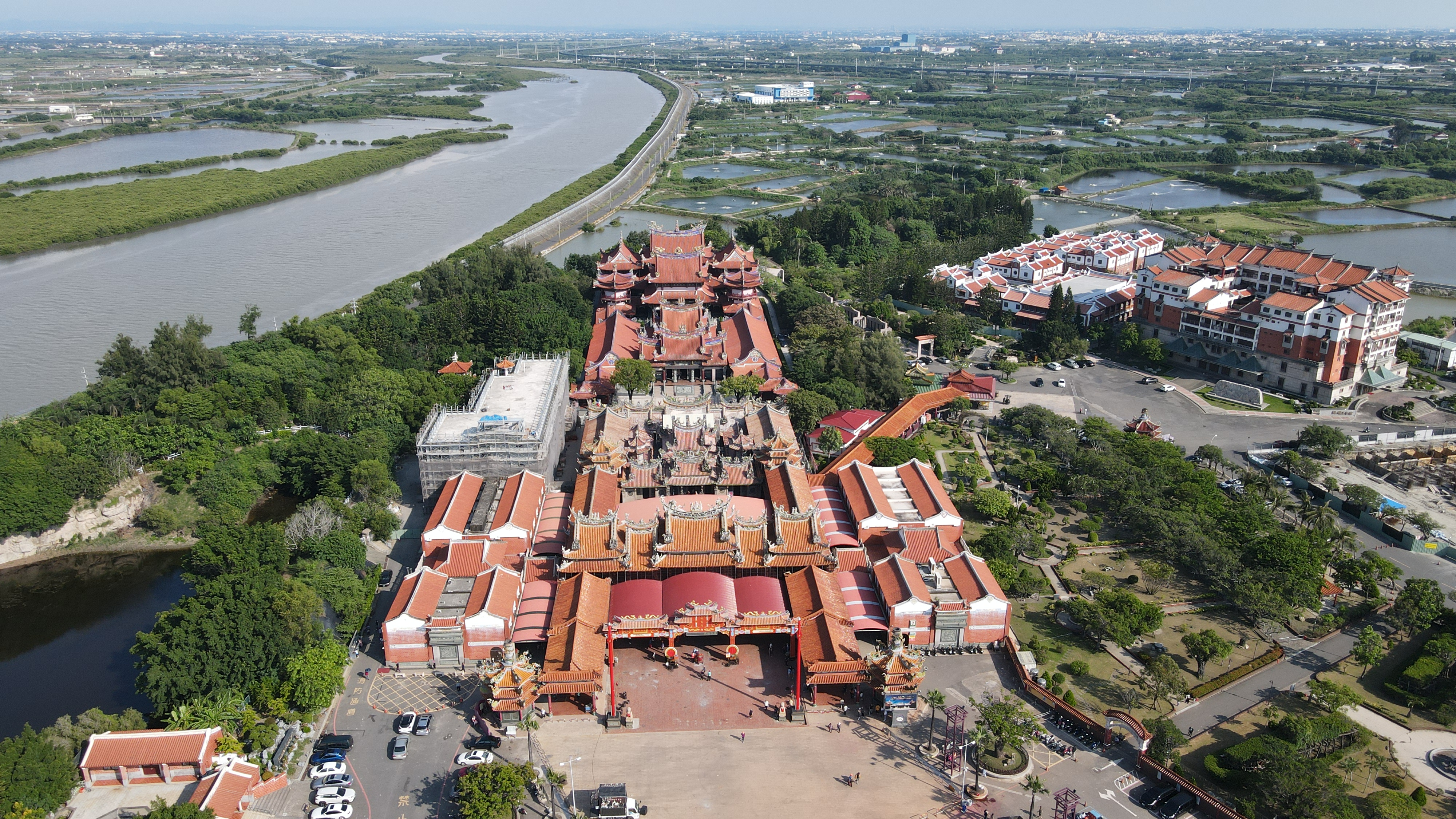
南鯤鯓代天府全貌
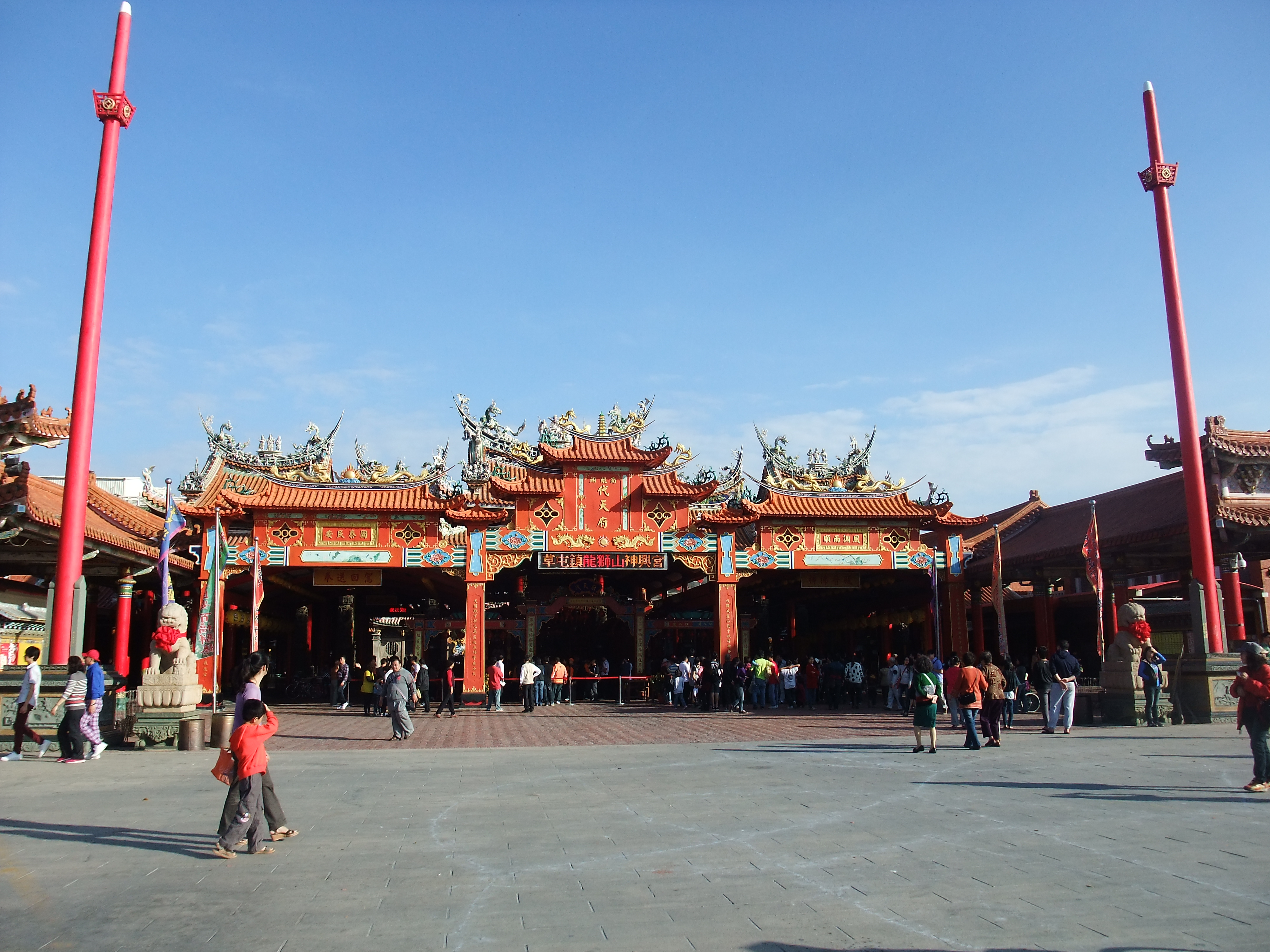
廟前廣場
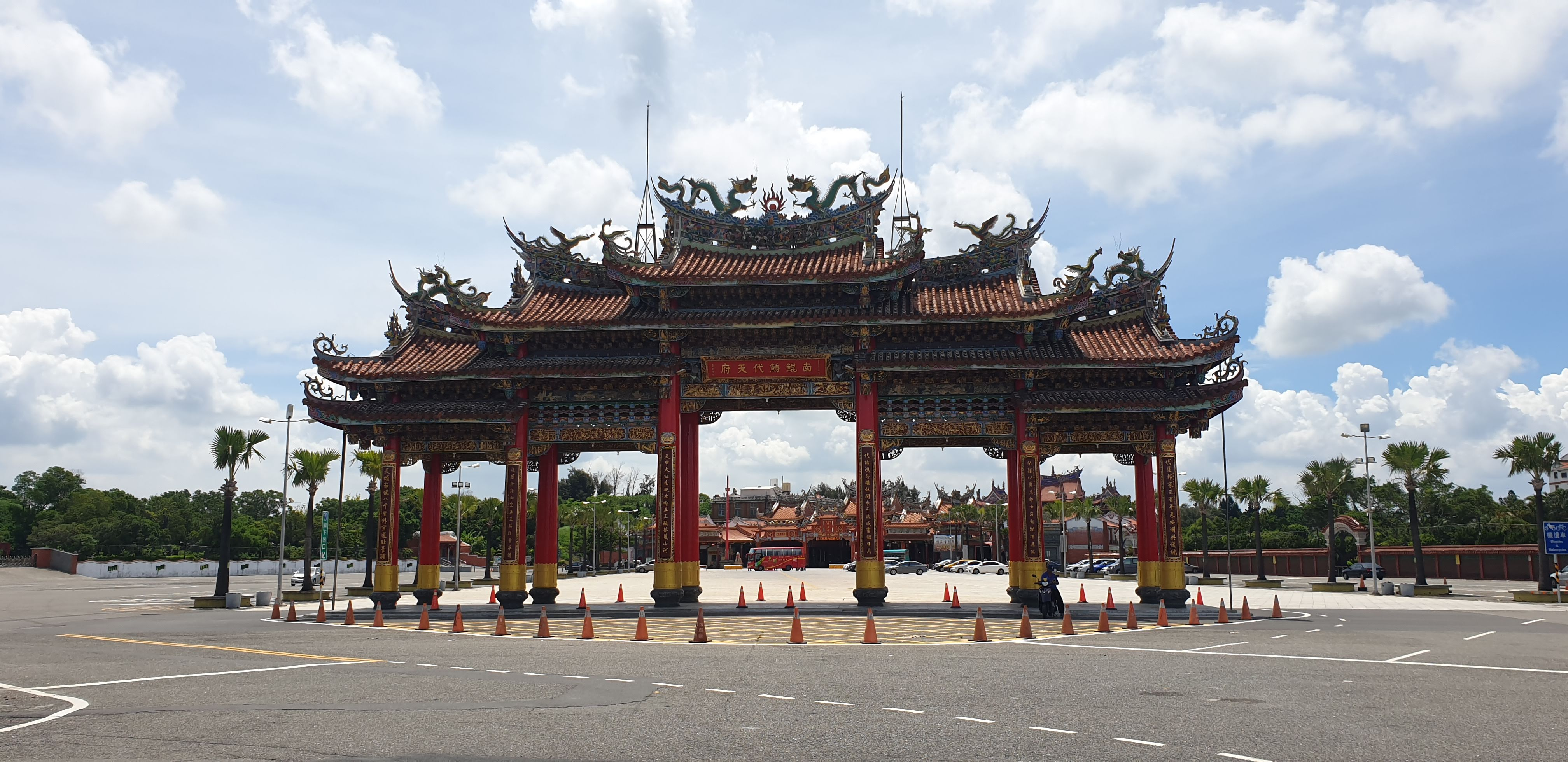
出入口牌樓
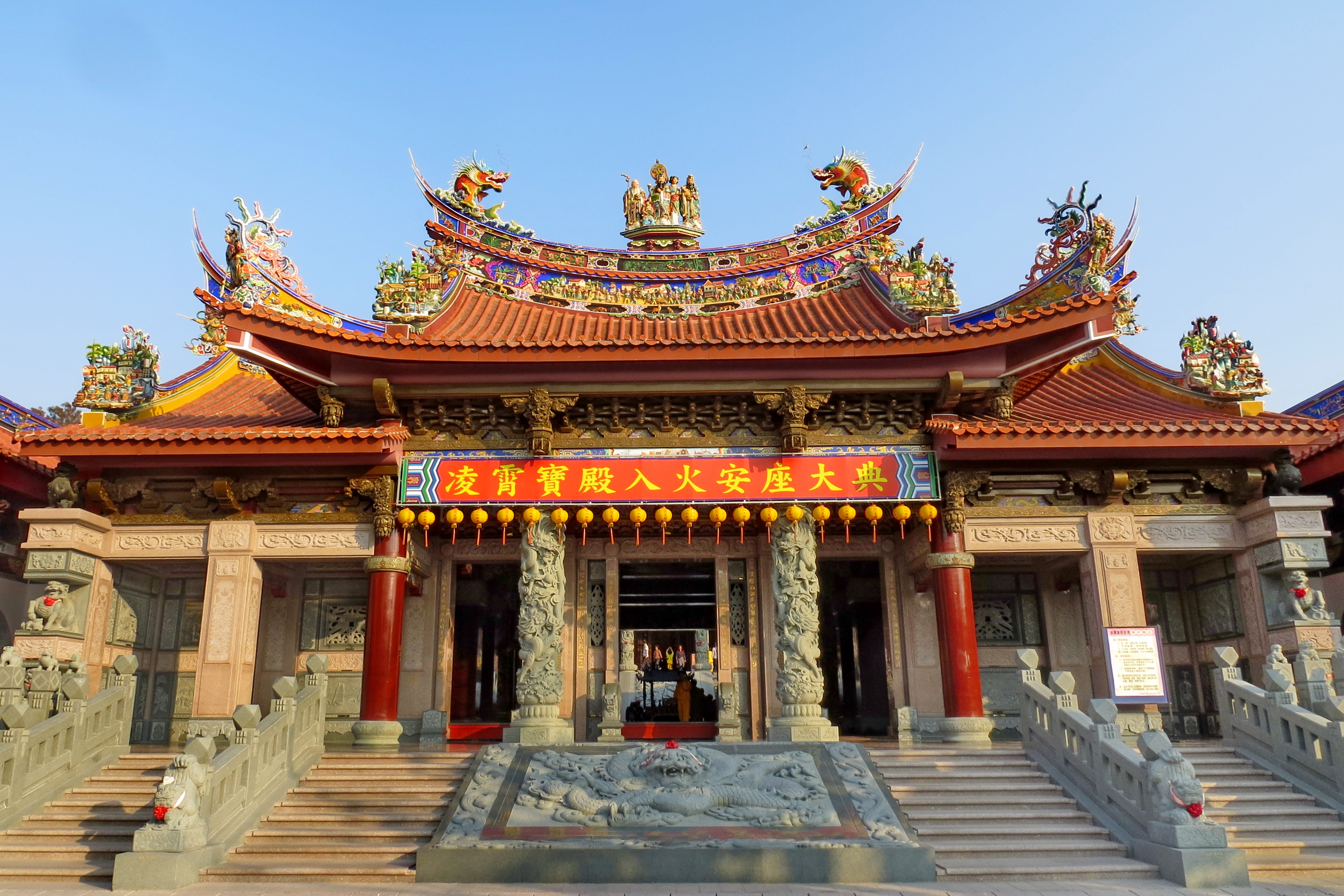
凌霄寶殿
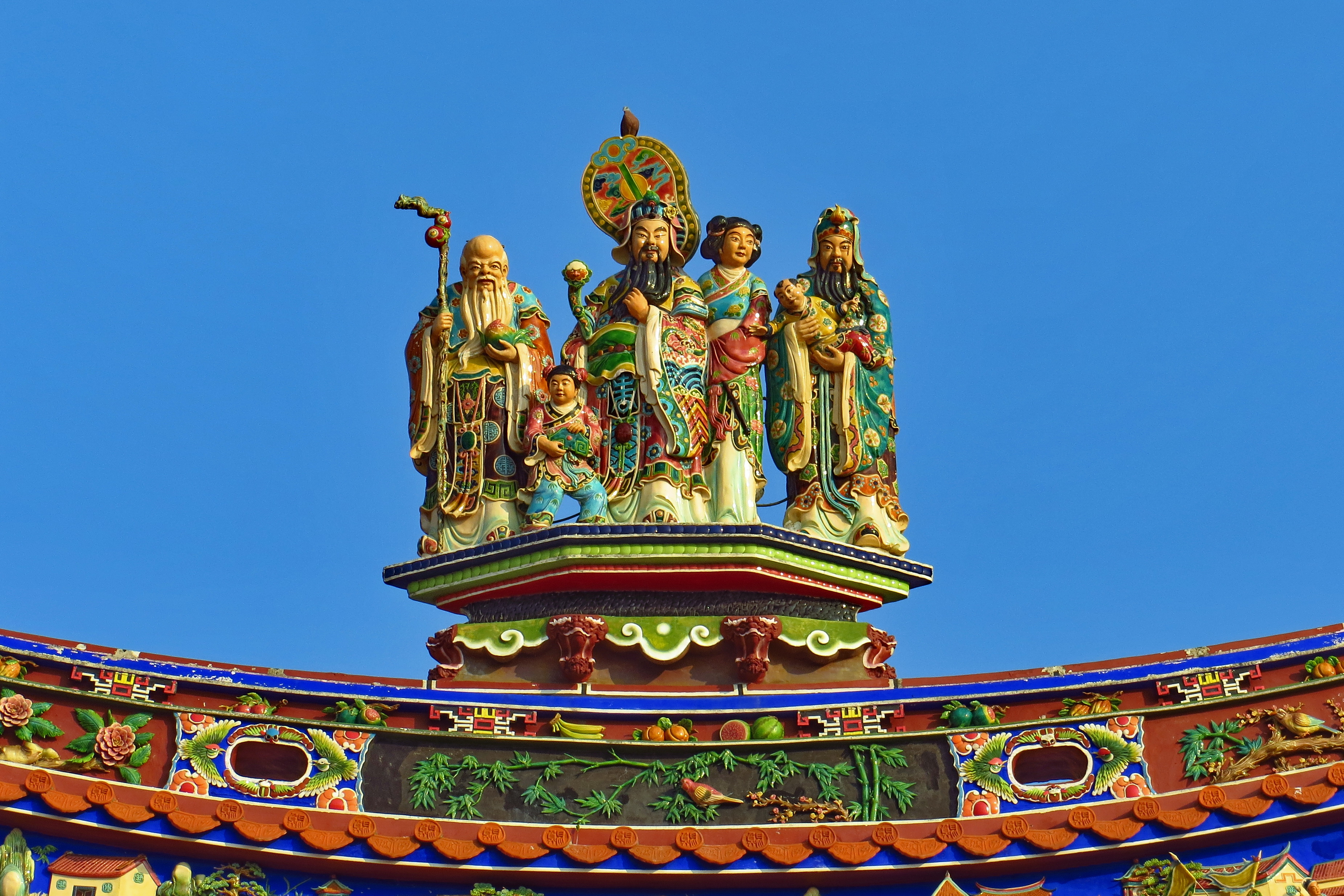
凌霄寶殿殿頂上「福祿壽」造型神像。
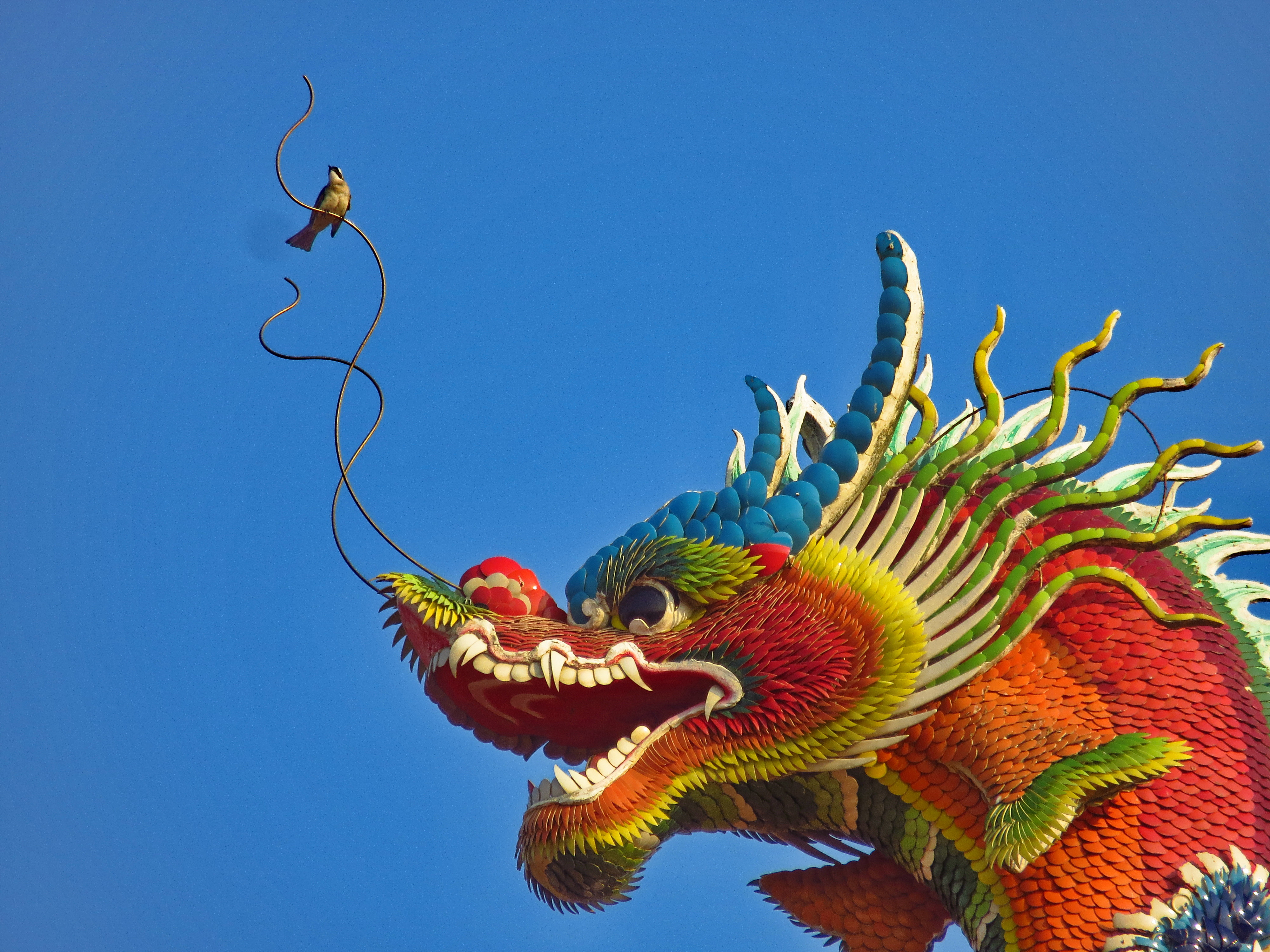
凌霄寶殿殿頂上的飛龍造型。

## 註腳
1. ↑  . 臺南研究資料庫.   [2025-07-07]. （原始内容存档于2025-07-07） （中文（繁體））.
2. ↑  . 臺南研究資料庫.   [2025-07-07]. （原始内容存档于2025-07-07） （中文（繁體））.
3. ↑  .   [2013-03-16]. （原始内容存档于2014-11-05）.
4. ↑  劉枝萬. . 臺北市: 聯經出版事業公司. 1995-12: 273-274.
5. ↑  屬於臺灣人的文化寶庫｜國家文化記憶庫2.0. . 國家文化記憶庫 2.0.   [2025-07-07] （中文（繁體））.
6. ↑  . 國家文化記憶庫. 2025-07-07  [2025-07-07]. （原始内容存档于2025-07-08） （中文（臺灣））.
7. ↑  李政隆建築師事務所. . 台南縣: 台南縣政府. 1996.
8. ↑  郭書宏. . 人間福報.   [2025-07-07] （中文（臺灣））.
9. ↑  劉婉君、吳俊鋒. . 自由時報. 2010-03-10 （中文（臺灣））.
10. ↑  .   [2014-10-26]. （原始内容存档于2014-10-26）.
11. ↑  .   [2014-10-26]. （原始内容存档于2014-10-26）.
12. ↑  .   [2014-10-26]. （原始内容存档于2017-02-18）.
13. ↑  .   [2014-10-26]. （原始内容存档于2014-10-26）.
14. ↑  .   [2014-10-26]. （原始内容存档于2014-10-26）.
15. ↑  楊思瑞. . 中央社. 2025-07-07  [2025-07-07]. （原始内容存档于2025-07-07） （中文（臺灣））.
16. ↑  萬于甄. . 聯合新聞網. 2025-07-07  [2025-07-07]. （原始内容存档于2025-07-07） （中文（臺灣））.
17. ↑  .   [2011-12-20]. （原始内容存档于2011-12-22）.